# Пілос
Пілос (грец. Πύλος) — грецьке місто на півострові Пелопоннес, у номі Мессенія. За 17 км на північ від міста, поблизу пагорба Ано-Енгліанос, є залишки однойменного давньогрецького поселення. Під час франкократії та венеційського панування було відоме під назвами Наварино (італ. Navarino) і Дзонкйо (італ. Zonchio або Zonklon). 

## Історія

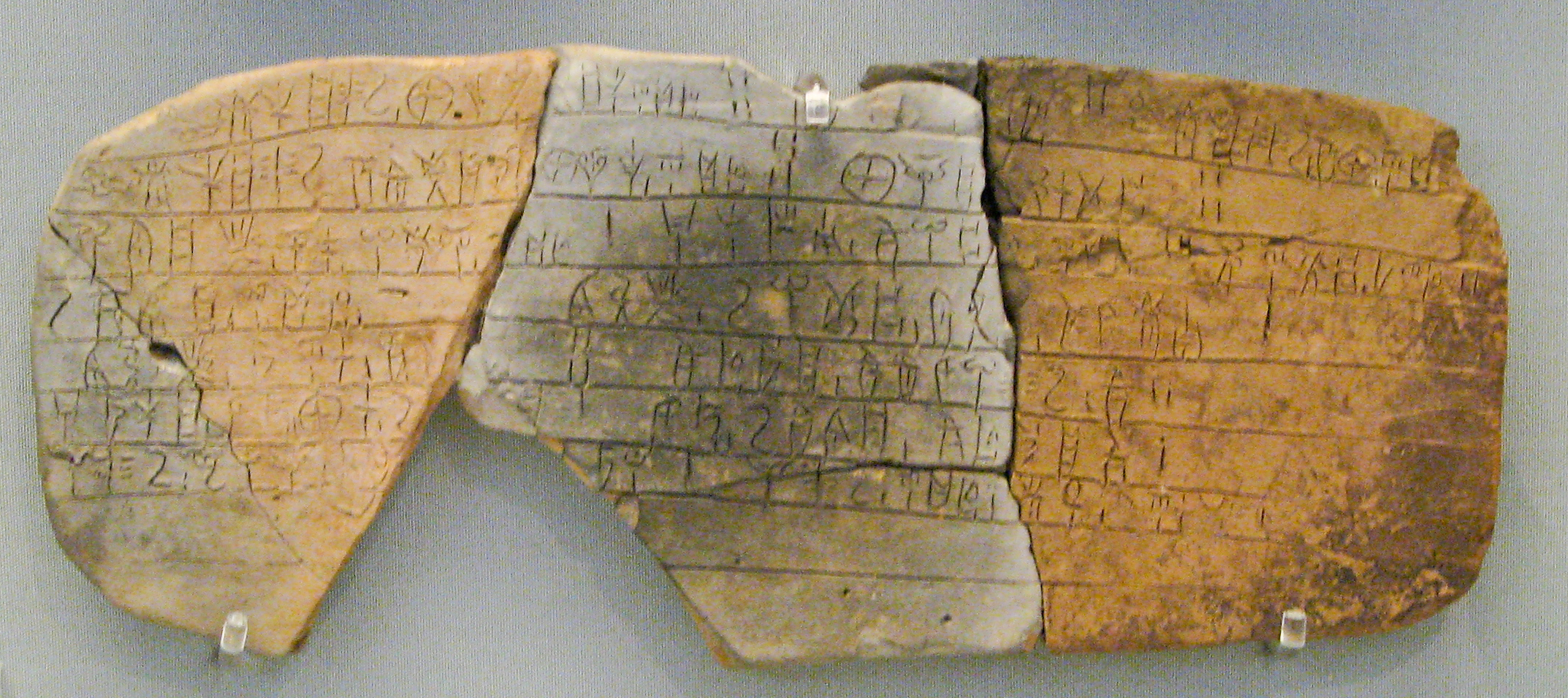
Зразок лінійного письма Б, знайдений у Пілосі

За мікенської доби Пілос був потужним міським центром, резиденцією легендарного царя Нестора. Розкопками греко-американської експедиції під керівництвом Константіноса Куруніотіса і Карла Блегена в 1939 році і з 1952 на акрополі досліджені залишки великого палацового комплексу, зведеного у 13 столітті до н. е. і який загинув, імовірно, від пожежі близько 1200 до н. е. Відкрито також близько 40 приміщень — житлових, господарських, а також парадних з мегаронами. Стіни деяких приміщень були прикрашені багатим фресковим живописом. Серед численних знахідок (кераміка, знаряддя праці, прикраси із дорогоцінних металів і бронзи та ін.) особливий інтерес являють понад 600 глиняних табличок із текстами, написаними лінійним письмом Б. Нижче укріпленого стінами акрополя досліджені залишки міста, а за його межами відкриті царські поховання у толосах і некрополь містян.
Після дорійського завоювання Пілос відомий як поліс, головний порт Мессенії. У другій половині VII ст. до н. е. місто захопили спартанці. У 425 до н. е. після великої морської битви Пілос тимчасово опинився під владою афінян (втім Фукідід зазначає, що місто на той час вже було покинутим).
Сучасний Пілос розташований у Наваринській бухті — одній з найзручніших у Середземномор'ї. Наварином (італ. Navarino) місто почали називати венеційські, генуезькі та інші італійські мореплавці. У місцевому побуті також поширена назва Неокастро.
Біля Пілоса (Дзонкйо, Наварино) відбулися такі морські битви:
- Битва при Пілосі 425 року до н. е. — між флотами Афін та Спарти.
- Битва при Дзонкйо 1499 року — в ході Другої Османсько-венеційської війни між флотами Венеційської республіки та Османської імперії.
- Наваринська битва 1827 року  —  в ході Грецької війни за незалежність.

## Населення
| Рік  | Місто | Муніципалітет |
| ---- | ----- | ------------- |
| 1981 | 2,594 | -             |
| 1991 | 2,014 | 5,340         |
| 2001 | 2,104 | 5,402         |